# Дом Лаврентьева
Дом Лаврентьева — господский дом московской городской усадьбы надворного советника Ивана Васильевича Лаврентьева.. Построен в начале XIX века.
Городска усадьба Лаврентьева сложилось из нескольких небольших участков, выкупленных и объединенных в 1820 году (по другим источникам - после 1822 года).  Владельцами этой усадьбы в XVIII в. были В.П. Вердеревский, князь О.И. Щербатов, а в начале XIX века – семья Ивана Ивановича Татищева, действительного статского советника, служившего при Коллегии иностранных дел. Соседнее владение по Девяткину переулку в 1810-х годах принадлежало семье архитектора Матвея Матвеевича Казакова (сына прославленного зодчего Матвея Федоровича Казакова), он прожил здесь до своей смерти в 1819 г. Наследники Татищева в начале 1820-х годов разделили свое владение: часть по Сверчкову переулку оставили за собой, а угловую часть, где располагался усадебный сад, продали надворному советнику Ивану Васильевичу Лаврентьеву. Позже он купил у наследников М.М. Казакова соседнее владение по Девяткину переулку и объединил участки.
По заказу Лаврентьева на углу построили новый дом в стиле классицизма. Его главный фасад оформлен шестью колоннами. Оба портика увенчаны треугольными фронтонами с рисунком вьющихся растений. Часть своего дома Лаврентьев сдавал. Евдокия Ростопчина, известная поэтесса, однажды снимала здесь квартиру.
В 1870-х годах хозяином усадьбы стал горный инженер Алексей Михайлович Повалишин. В конце XIX века в здании были открыты магазин и реальное училище Фидлера. В начале XX века часть дома занимало 1-е Мясницкое женское начальное училище. Затем усадьба перешла семье Сергея Павловича Яковлева, тайного советника.

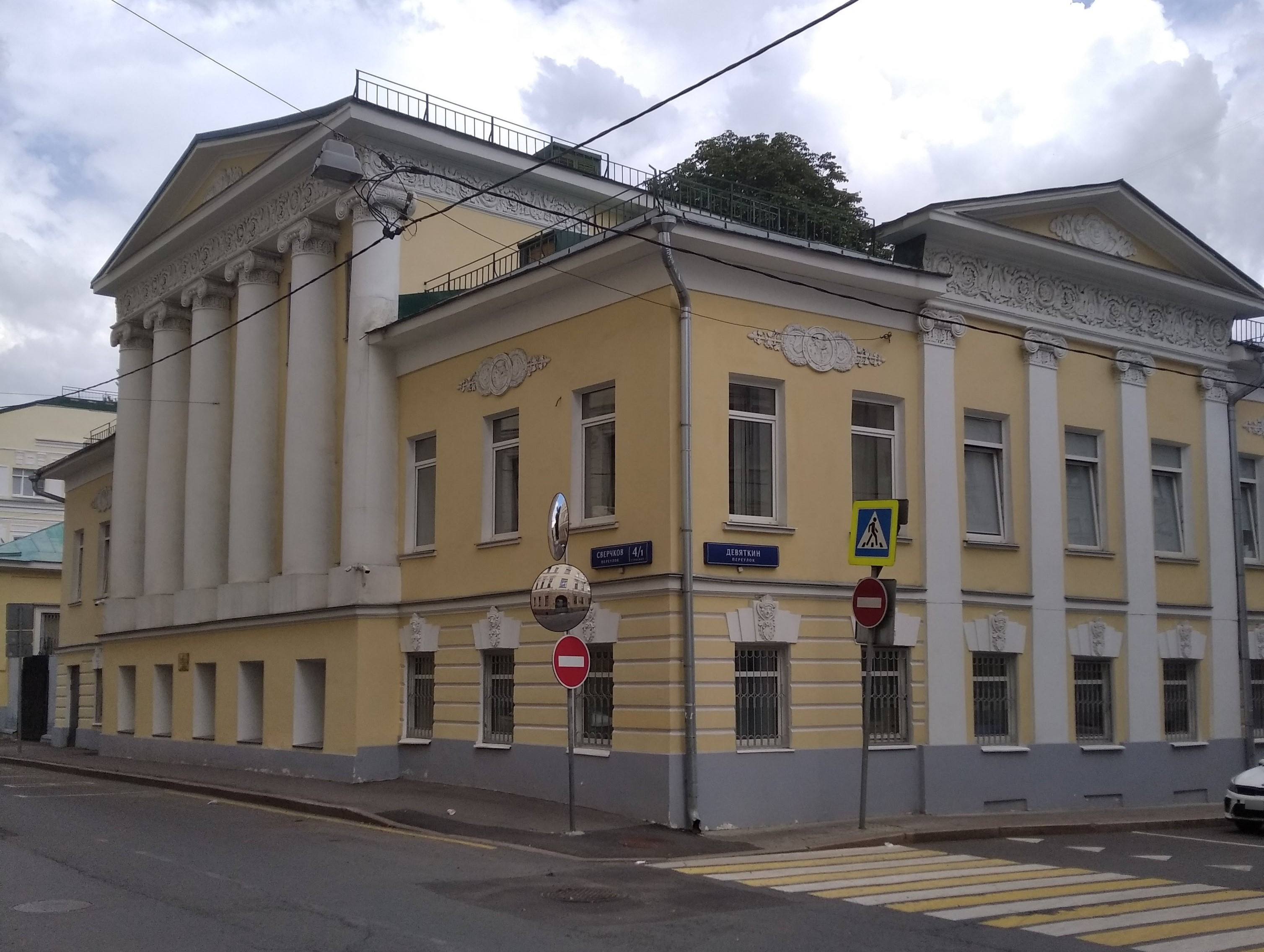
Современный вид дома (август 2024)

Во времена СССР здесь были коммунальные квартиры. В 1941 году в здание попала авиабомба. Усадьба отреставрирована в 1960-х—1970-х годах. В настоящее время здесь располагается институт Мосинжпроекта.